# Accalathura singularia
Accalathura singularia är en kräftdjursart som beskrevs av Negoescu 1994. Accalathura singularia ingår i släktet Accalathura och familjen Leptanthuridae. Inga underarter finns listade i Catalogue of Life.